# Ute Hasse
Pour les articles homonymes, voir Hasse.
Ute Hasse, née le 16 septembre 1963 à Düren (Allemagne de l'Ouest), est une nageuse allemande de brasse.

## Carrière
Ute Hasse fait partie du relais 4 × 100 mètres 4 nages ouest-allemand médaillé de bronze aux Championnats d'Europe de natation 1983. Elle participe aux Jeux olympiques d'été de 1984 à Los Angeles ; elle remporte la médaille d'argent du relais 4 × 100 mètres 4 nages, se classe sixième de la finale du 200 mètres brasse et première de la finale B du 100 mètres brasse.